# ریچارد اپل
ریچارد اپل (انگلیسی: Richard Appel؛ زادهٔ ۲۱ مهٔ ۱۹۶۳) فیلم‌نامه‌نویس، تهیه کننده و وکیل اهل ایالات متحده آمریکا است. او همچنبن یکی از سازندگان مجموعه پویانمایی کلیولند شو می‌باشد.